# Max Garcia
Max Garcia (geboren am 9. November 1991 in Norcross, Georgia) ist ein American-Football-Spieler auf der Position des Guards in der National Football League (NFL). Er war ein Mannschaftskapitän seines College-Football-Teams an der University of Florida. Er wurde 2015 von den Denver Broncos in der vierten Runde des NFL Drafts ausgewählt und gewann mit ihnen den Super Bowl 50. Anschließend spielte er auch für die New York Giants, die Arizona Cardinals und die New Orleans Saints.

## Frühe Jahre
Garcia wurde in seinem letzten Jahr an der Norcross High School als Class 5A All-Georgia ausgezeichnet. Er nahm außerdem an Wettkämpfen im Kugelstoßen und Diskuswurf teil.

## Karriere

### College
Garcia besuchte ursprünglich die University of Maryland, bevor er an die University of Florida wechselte. Er spielte in seinem ersten Jahr in Florida, dem Jahr 2012, gemäß den Wechselregeln der NCAA nicht. Er startete im Jahr zuvor zwölf Spiele als linker Tackle in Maryland. Insgesamt startete Garcia in 37 seiner 39 Spiele für die beiden Universitäten und wurde dabei auf den Positionen des linken Tackles, linken Guards und des Centers eingesetzt. Er wurde in seinem letzten Jahr in Florida zum Second-Team All-Southeastern Conference gewählt. Er wurde zweimal zum Offensive Lineman der Woche in der Southeastern Conference ernannt.
Garcia spielte im Senior Bowl 2015 und im Medal of Honor Bowl zum Ende seiner College-Karriere.

### NFL

#### Denver Broncos
Garcia wurde von den Denver Broncos im NFL Draft 2015 in der 4. Runde mit dem insgesamt 133. Pick ausgewählt. Garcia spielte in allen 16 Spielen der Regular Season, davon fünf als Starter, und allen drei Playoff-Spielen, sowohl als linker als auch als rechter Guard. Sein Debüt hatte er am 13. September gegen die Baltimore Ravens. Zum ersten Mal in der Startaufstellung war er gegen die New England Patriots am 29. November. Am 7. Februar 2016 gewann Garcia mit den Broncos den Super Bowl, mit einem 24:10-Sieg gegen die Carolina Panthers.
Garcia wurde von Head Coach Gary Kubiak für die Saison 2016 zum Starter auf der Position des linken Guards ernannt. Er startete alle 16 Spiele und spielte jeden Offensive Snap. Er ließ in diesen Spielen nur drei Sacks zu und hatte lediglich zwei Holding-Strafen.
Auch in der Saison 2017 wurde Garcia vom neuen Head Coach Vance Joseph zum Starter ernannt. Er startete, wie in der Saison zuvor, alle 16 Spiele. Er bekam nur eine Holding-Strafe und ließ vier Sacks zu.
Nach zwei Saisons als Starter begann Garcia die Saison 2018 als Ersatzspieler, da Ronald Leary als linker und Connor McGovern als rechter Starter in die Saison gingen. Garcia startete zum ersten Mal in Woche 6, nachdem letzterer zuvor Schwächen gezeigt hatte. In der darauffolgenden Woche wechselte er wieder auf die Position des linken Guards, nachdem Leavy sich die Achillessehne gerissen hatte. Er startete die nächsten drei Spiele, bevor er sich selbst im Training das vordere Kreuzband riss. Er wurde am 20. November 2018 auf die Injured Reserve List gesetzt.

#### Arizona Cardinals
Am 14. März 2019 unterschrieb Garcia bei den Arizona Cardinals. Er war zu Beginn der Saison 2019 auf der Physically Unable to Perform Liste, während er sich von seiner Knieoperation erholte. Er wurde am 6. November von dieser Liste genommen.
Am 26. März 2020 unterschrieb er bei den Cardinals einen neuen Einjahresvertrag.

#### New York Giants
Im März 2022 nahmen die New York Giants Garcia unter Vertrag. Er wurde vor Saisonbeginn entlassen und in den Practice Squad aufgenommen.

#### Rückkehr zu den Cardinals
Am 10. September 2022 nahmen die Arizona Cardinals Garcia für ihren 53-Mann-Kader unter Vertrag. Er kam in 12 Spielen für Arizona zum Einsatz, davon fünf als Starter auf der Position des Left Guards und zwei als Starter auf der Position des Right Guards.

#### New Orleans Saints
Am 25. Juli 2023 unterschrieb Garcia einen Einjahresvertrag bei den New Orleans Saints.

## Privates
Max Garcias Vater ist Mexikaner und seine Mutter von puerto-ricanischer Abstammung.
Garcia machte seinen Abschluss an der University of Florida im Fach Familien-, Jugend- und Gemeinschaftswissenschaften.